# Emperador Chōkei
El Emperador Chōkei (長慶天皇, Chōkei-tennō, 1343 – 27 d'agost de 1394) va ser el 98è Emperador del Japó, segons l'ordre tradicional de successió, i tercer Emperador de la Cort del Sud durant el Període de les Corts del Nord i del Sud. Regnà des del 29 de març de 1368 fins a 1383. Abans de ser ascendit al Tron del Crisantem, el seu nom personal (imina) era Príncep Imperial Yutanari (寛成親王, Yutanari-shinnō).

## Genealogia
Va ser el fill de l'Emperador Go-Murakami. Sa mare fou Fujiwara Masako (藤原勝子).

## Biografia
El 29 de març de 1368, als 25 anys, fou coronat com a emperador Chōkei, després de la sobtada mort del seu pare, l'Emperador Go-Murakami. La coronació es va realitzar en la casa del Gran Sacerdot en el Santuari Sumiyoshi, en Sumiyoshi, Osaka; capital provisional de la Cort del Sud. No obstant això, el poder de la Cort del Sud en eixe moment estava molt afeblit, i existien dubtes sobre la veracitat de la coronació fins a en l'era Taishō. En 1926, la coronació fou reconeguda oficialment i lloc en la Línia Imperial.
L'Emperador Chōkei desitjava mantenir-se en el poder, amb la finalitat de derrotar a la Cort del Nord, però en 1383 (o 1384) abdicà a favor del seu germà, l'emperador Go-Kameyama, qui cercava la pau entre les dues branques.
Després de la reunificació de les dues Corts en 1392 s'agafà un retir i regressà a Yoshino, on morí en 1394, als 51 anys.

## Kugyō
- Sesshō:
- Daijō Daijin
- Sadaijin:
- Udaijin:
- Nadaijin:
- Dainagon:

## Eres
Eres de la Cort del Sud
- Shōhei (1346 – 1370)
- Kentoku (1370 – 1372)
- Bunchū (1372 – 1375)
- Tenju (1375 – 1381)
- Kōwa (1381 – 1384)

Eres de la Cort del Nord
- Ōan (1368 – 1375)
- Eiwa (1375 – 1379)
- Kōryaku (1379 – 1381)
- Eitoku (1381 – 1384)